# گریگوری کوزینتسف
گریگوری کوزینتسف (روسی: Григо́рий Миха́йлович Ко́зинцев؛ ۲۲ مارس ۱۹۰۵ – ۱۱ مهٔ ۱۹۷۳) کارگردان و فیلم‌نامه‌نویس اهل روسیه بود. 
اقتباس‌هایش از آثار شکسپیر (شاه لیر و هملت) و سروانتس (دن کیشوت) شهرت بسیار دارد.
او همچنین برنده جوایزی همچون نشان لنین و جایزه هنرمند مردمی اتحاد جماهیر شوروی شده‌است.
در ۱۹۶۵ یکی از اعضای داوری چهارمین فستیوال فیلم بین‌المللی مسکو شد و پس از در دو دوره دیگر به داوری دعوت شد. از فیلمهای او به عنوان فیلمنامه‌نویس و کارگردان می‌توانیم به چرخ شیطان، برادر کوچک، بابیلون کوچک، تنها، فریتز جوان و مردم ساده اشاره کنیم.